# Свирин, Анатолий Алексеевич
Анатолий Алексеевич Свирин (род. 18 июля 1938 года) — советский и российский военный деятель и педагог, специалист по испытаниям и эксплуатации стратегических ракетных комплексов и вооружения, кандидат военных наук, генерал-майор. Лауреат Государственной премии СССР (1989).

## Биография
Родился 18 июля 1938 года в Иркутске.
С 1955 по 1959 год обучался в Черноморском высшем военно-морском ордена Красной Звезды училище имени П. С. Нахимова, по окончании которого получил специализацию специалиста реактивного оружия надводных кораблей.
С 1960 года служил в составе Ракетных войск стратегического назначения СССР. С 1960 по 1966 год служил в составе 24-й гвардейской ракетной дивизии в должностях: начальника ракетного отделения, с 1963 по 1964 год — старший инженер службы ракетного вооружения ракетного дивизиона, с 1964 по 1965 год — заместитель командира ракетной батареи по технической части, с 1965 по 1966 год — командир батареи и заместитель командира ракетного дивизиона. С 1966 по 1967 год служил в штабе 50-й ракетной армии в должности офицера отдела боевой подготовки. С 1967 по 1970 год вновь служил в составе 24-й гвардейской ракетной дивизии в должности командира ракетного дивизиона. С 1970 по 1973 год — начальник штаба и заместитель командира, с 1973 по 1975 год — командир 323-го ракетного полка, в составе пусковых установок баллистических ракет «Р-12».
С 1975 по 1979 год служил в Оперативном управлении Главного штаба РВСН СССР в должностях старшего офицера 3-го отдела, старшего офицера и заместителя начальника Второго направления. С 1975 по 1980 год обучался на заочном отделении командного факультета Военной академии имени Ф. Э. Дзержинского. С 1979 по 1985 год — командир 43-й гвардейской ракетной дивизии, в составе 31-й ракетной армии. В частях дивизии под руководством А. А. Свирина состояли стратегические пусковые ракетные установки с жидкостными одноступенчатыми баллистическими ракетами средней дальности наземного базирования «Р-12» и «Р-14» и подвижный грунтовый ракетный комплекс с твердотопливной двухступенчатой баллистической ракетой средней дальности «РСД-10». В 1981 году Постановлением СМ СССР ему было присвоено воинское звание генерал-майор.
С июля по август 1985 года находился на научно-педагогической работе в Военной академии имени Ф. Э. Дзержинского в должности начальника 5-й кафедры. С 1985 по 1988 год на научно-исследовательской работе в НИИ-4 Министерства обороны СССР в качестве заместителя начальника Первого управления. С 1988 по 1993 год
служил в центральном аппарате Главного управления кадров МО СССР — МО РФ в должности начальника отдела кадров РВСН, ВКС и 12-го ГУ МО. В 1989 году Постановлением ЦК КПСС и СМ СССР за активное участие в проведении государственных испытаний, приём в эксплуатацию и постановку на боевое дежурство ракетного комплекса «Тополь» и стратегического ракетного комплекса подвижного железнодорожного базирования БЖРК А. Свирин был удостоен Государственной премии СССР.
С 1993 года в запасе.

## Награды
- Орден Красной Звезды (1981)
- Орден «За службу Родине в Вооружённых Силах СССР» II (1975) и III (1991) степени
- Государственная премия СССР (1989)[2]